# Carolina Cosse
Ana Carolina Cosse Garrido (Montevideo, 25 dicembre 1961) è una politica, ingegnera e funzionaria uruguaiana, vicepresidente dell'Uruguay a partire dal 1º marzo 2025.

## Biografia

### Studi e carriera professionale
Carolina Cosse nasce a Montevideo il 25 dicembre 1961 da Villanueva Cosse, attore, e Zulma Garrido, insegnante di storia. Nel 1991 si laurea presso la facoltà di ingegneria presso l'Università della Repubblica, fino ad ottenere presso la medesima un master in ingegneria matematica.
Ha allargato principalmente la sua attività professionale nel settore privato, lavorando per aziende come Siemens e Verizon Communications. Entra poi nel settore pubblico lavorando per la banca di previdenza sociale e l'amministrazione nazionale delle centrali e delle trasmissioni elettriche.

### Carriera politica
La sua ascesa in politica ha inizio nel 2010, quando il presidente uruguaiano José Mujica la nomina come presidente della Administración Nacional de Telecomunicaciones. Mantenne l'incarico fino al febbraio 2015, quando venne nominata dal presidente eletto Tabaré Vázquez come ministra dell'industria nel suo nuovo governo. Si insediò ufficialmente il 2 marzo 2015. Si dimise successivamente il 29 gennaio 2019 per dedicarsi alla campagna elettorale per le elezioni generali, annunciando formalmente la propria candidatura alle primarie di Fronte Ampio, alle quali ottiene il 25,43% dei voti piazzandosi al secondo posto dietro al vincente Daniel Martínez, che è diventato così il principale candidato alle elezioni generali. Nel luglio dello stesso anno annuncia perciò la sua corsa al Senato, venendo infine eletta.

#### Sindaca di Montevideo
Già verso la fine del 2019 si vociferò una possibile candidatura della Cosse alla carica di sindaca di Montevideo, voci che vennero in seguito confermato nel gennaio 2020 con l'annuncio dell'appoggio del Partito Socialista e del Partito Comunista. Alle elezioni dipartimentali e comunali ha ottenuto il 21,01% dei voti. Nonostante la candidata della Coalizione Multicolor, Laura Raffo, abbia ottenuto il 40,03% e sia stata la candidata individuale più votata, la Cosse è risultata vincitrice anche grazie al sistema di doppia votazione simultanea, in cui vince il candidato più votato del partito più votato, in questo caso proprio il Fronte Ampio, che ha ottenuto il 52,1% dei voti. Ha assunto la carica di capo della direzione dipartimentale di Montevideo il 26 novembre 2020.

#### Vicepresidente dell'Uruguay
Nel 2024 annunciò nuovamente la sua candidatura alle primarie del partito in vista delle elezioni di quell'anno, ma si classificò anche stavolta seconda con il 37,6% delle preferenze, venendo superata dal candidato vincente Yamandú Orsi, il quale, alle elezioni generali, risultò eletto presidente con il 52%. La Cosse venne poi nominata dallo stesso Orsi come sua vicepresidente, entrando in carica ufficialmente il 1º marzo 2025.